# Червоненко, Владислав Эдуардович
Владислав Эдуардович Червоненко (род. 1 марта 1999, Хабаровск) — российский хоккеист, нападающий.

## Биография
Начинал заниматься хоккеем в школе хабаровского «Амура», но вскоре вместе с семьёй переехал в Ярославль, где с 10 лет стал выступать за команду СДЮШОР «Локомотив», под руководством Бориса Пушкарёва. С сезона 2015/16 — игрок команды МХЛ-Б «Локо-Юниор», со следующего сезона также стал выступать за «Локо» в МХЛ. На рубеже 2028—2019 годов дебютировал за «Локомотив» в КХЛ, проведя четыре матча. В сезонах 2019/20 — 2020/21 выступал за команду ВХЛ «Буран» Воронеж, в 2021 году перешёл в тольяттинскую «Ладу», в составе которой с сезона 2023/24 стал играть в КХЛ.
Чемпион России среди юниоров (2014), бронзовый призёр первенства НМХЛ (2016, 2017), обладатель Кубка мира среди молодёжных команд (2016, 2018), чемпион МХЛ (2018, 2019).